# Diecéze Chiclayo
Diecéze Chiclayo (latinsky Dioecesis Chiclayensis) je římskokatolická diecéze na území peruánského regionu Lambayeque a části regionu Cajamarca se sídlem v městě Chiclayo, kde se nachází katedrála Panny Marie. Je sufragánní vůči arcidiecézi Piura.

## Stručná historie
Diecéze byla  zřízena v roce 1956, vyčleněním z Diecéze Cajamarca a arcidiecéze Trujillo, původně byla sufragánní vůči této arcidiecézi. V roce 1966 byla podřízena jako sufragánní vůči arcidiecézi Piura. 